# لئوپولدینا بالانوتسا
لئوپولدینا بالانوتسا (رومانیایی: Leopoldina Bălănuță؛ ‏تلفظ رومانیایی: [le.opolˈdina bələˈnut͡sə]؛ زادهٔ ۱۰ دسامبر ۱۹۳۴ - درگذشت ۱۴ اکتبر ۱۹۹۸) بازیگر اهل رومانی بود.
از فیلم‌هایی که وی در آن‌ها نقش داشته‌است، می‌توان به بلوط، نشان مار و لحظه اشاره نمود.